# EBSCOhost
EBSCOhost és una base de dades d'informació científica sobre diversos camps com la medicina, la física, l'educació, l'economia i la comunicació, entre d'altres. EBSCO Publishing n'és la companyia propietària i també subsidiària d'EBSCO Industries.
Aquesta base de dades i el seu sistema de cerca funcionen a partir d'una aplicació informàtica que ens dona accés a textos complets, resums d'articles de revistes científiques i altres tipus de publicacions. Tots aquests documents s'actualitzen periòdicament.
A través d'EBSCO host podem accedir a diverses bases de dades d'universitats, escoles, biblioteques, facultats, organismes de govern, corporacions i també institucions mèdiques, tant públiques com privades.
La base de dades EBSCO host, compta amb diversos cercadors.

## Communication Source
Aquest recurs inclou moltes fonts úniques no disponibles a altres bases de dades. Va sorgir a partir de la fusió entre Communication and Mass Media Complete i Communication Abstracts, que eren dues bases de dades també d'EBSCO i d'alta qualitat.
En l'àmbit de la comunicació és precisament el recurs més complet per a la investigació.
Communication Source inclou publicacions periòdiques actives, títols principals i títols de text complet exclusius. És una eina de treball molt útil per a investigadors, ja que ajuda a recuperar els registres més rellevants de la base de dades.